# Foucaucourt-Hors-Nesle
Foucaucourt-Hors-Nesle is een gemeente in het Franse departement Somme (regio Hauts-de-France) en telt 75 inwoners (2009). De plaats maakt deel uit van het arrondissement Amiens.

## Geografie
De oppervlakte van Foucaucourt-Hors-Nesle bedraagt 2,9 km², de bevolkingsdichtheid is dus 25,9 inwoners per km².
De onderstaande kaart toont de ligging van Foucaucourt-Hors-Nesle met de belangrijkste infrastructuur en aangrenzende gemeenten.

## Demografie
Onderstaande figuur toont het verloop van het inwonertal (bron: INSEE-tellingen).